# Androtium astylum
Androtium astylum är en sumakväxtart som beskrevs av Otto Stapf. Androtium astylum ingår i släktet Androtium och familjen sumakväxter. Inga underarter finns listade i Catalogue of Life.